# Stamboom Robert van Bourbon-Parma (1848-1907)
| Stamboom Robert van Bourbon-Parma (1848-1907) | Stamboom Robert van Bourbon-Parma (1848-1907)                                                  | Stamboom Robert van Bourbon-Parma (1848-1907)                                                  | Stamboom Robert van Bourbon-Parma (1848-1907)                                                  | Stamboom Robert van Bourbon-Parma (1848-1907)                                                  | Stamboom Robert van Bourbon-Parma (1848-1907)                                               | Stamboom Robert van Bourbon-Parma (1848-1907)                                                                                     | Stamboom Robert van Bourbon-Parma (1848-1907)                                               | Stamboom Robert van Bourbon-Parma (1848-1907)                                               |
| --------------------------------------------- | ---------------------------------------------------------------------------------------------- | ---------------------------------------------------------------------------------------------- | ---------------------------------------------------------------------------------------------- | ---------------------------------------------------------------------------------------------- | ------------------------------------------------------------------------------------------- | --- | ------------------------------------------------------------------------------------------- | ------------------------------------------------------------------------------------------- |
| Grootouders                                   | Karel II Lodewijk van Bourbon-Parma (1799-1883) x 1820 Maria Theresia van Sardinië (1803-1879) | Karel II Lodewijk van Bourbon-Parma (1799-1883) x 1820 Maria Theresia van Sardinië (1803-1879) | Karel II Lodewijk van Bourbon-Parma (1799-1883) x 1820 Maria Theresia van Sardinië (1803-1879) | Karel II Lodewijk van Bourbon-Parma (1799-1883) x 1820 Maria Theresia van Sardinië (1803-1879) | Karel Ferdinand van Berry (1778-1820) x 1816 Maria Carolina van Bourbon-Sicilië (1798-1870) | Karel Ferdinand van Berry (1778-1820) x 1816 Maria Carolina van Bourbon-Sicilië (1798-1870)                                       | Karel Ferdinand van Berry (1778-1820) x 1816 Maria Carolina van Bourbon-Sicilië (1798-1870) | Karel Ferdinand van Berry (1778-1820) x 1816 Maria Carolina van Bourbon-Sicilië (1798-1870) |
| Ouders                                        | Karel III van Bourbon-Parma (1823-1854) x 1845 Louise Maria van Frankrijk (1819-1864)          | Karel III van Bourbon-Parma (1823-1854) x 1845 Louise Maria van Frankrijk (1819-1864)          | Karel III van Bourbon-Parma (1823-1854) x 1845 Louise Maria van Frankrijk (1819-1864)          | Karel III van Bourbon-Parma (1823-1854) x 1845 Louise Maria van Frankrijk (1819-1864)          | Karel III van Bourbon-Parma (1823-1854) x 1845 Louise Maria van Frankrijk (1819-1864)       | Karel III van Bourbon-Parma (1823-1854) x 1845 Louise Maria van Frankrijk (1819-1864)                                             | Karel III van Bourbon-Parma (1823-1854) x 1845 Louise Maria van Frankrijk (1819-1864)       | Karel III van Bourbon-Parma (1823-1854) x 1845 Louise Maria van Frankrijk (1819-1864)       |
| Robert I van Bourbon-Parma (1848-1907)        |                                                                                                |                                                                                                |                                                                                                |                                                                                                |                                                                                             | |                                                                                             |                                                                                             |
| Gehuwd met                                    | x 1869 Maria Pia van Bourbon-Sicilië (1849-1882)                                               | x 1869 Maria Pia van Bourbon-Sicilië (1849-1882)                                               | x 1869 Maria Pia van Bourbon-Sicilië (1849-1882)                                               | x 1884 Maria Antonia van Braganza (1862-1959)                                                  | x 1884 Maria Antonia van Braganza (1862-1959)                                               | x 1884 Maria Antonia van Braganza (1862-1959)                                                                                     | x 1884 Maria Antonia van Braganza (1862-1959)                                               | x 1884 Maria Antonia van Braganza (1862-1959)                                               |
| Kinderen                                      | Maria Louisa (1870-1899) x 1893 Ferdinand van Saksen-Coburg-Gotha (1861-1948)                  | Elias (1880-1959) x Maria Anna van Oostenrijk (1882-1940)                                      | 10 kinderen                                                                                    | Sixtus (1886-1934) x 1919 Hedwige de la Rochefoucauld                                          | Xavier (1889-1977) x 1927 Maria van Bourbon-Busset                                          | Zita (1892-1989) x 1911 Karel I van Habsburg (1887-1922)                                                                          | Felix (1893-1970) x 1919 Groothertogin Charlotte van Luxemburg (1896-1985)                  | 8 kinderen                                                                                  |
| Kleinkinderen                                 | Boris III (1894-1943) Cyril (1895-1945) Eudoxia (1898-1985) Nadejda (1899-1958)                | ?                                                                                              | ?                                                                                              | ?                                                                                              | Carel Hugo (1930-2010)                                                                      | Otto (1912-2011) Adelheid (1914-1971) Robert (1915-1996) Felix (1916) Karel Lodewijk (1918) Rudolf (1919) Elisabeth (1922-1993) ? | Jan I (1921)                                                                                | ?                                                                                           |